# 曼蘇拉龍屬
曼蘇拉龍（屬名：Mansourasaurus，意為「曼蘇拉大學的蜥蜴」）是一屬岩盔龍類的蜥腳下目恐龍，發現於埃及的庫塞爾組。模式種是沙氏曼蘇拉龍（Mansourasaurus shahinae）。
古生物學家認為，曼蘇拉龍的發現具有相當重要的意義，因為非洲幾乎很少發現白堊紀晚期的蜥腳類遺骸，產生豐富化石的地層埋藏於某處，通常未露出並遠離地表。

## 發現及命名
曼蘇拉大學的古生物學家赫珊·薩蘭（Hesham M. Sallam）與一群學生在埃及西部沙漠的達赫拉綠洲發現了一具蜥腳類骨骸。2016年，報告了超過三十具恐龍標本被挖掘出土，其中有泰坦巨龍類。
根據這副骨骼，模式種沙氏曼蘇拉龍於2018年1月由薩蘭、艾瑞克·戈斯喀（Eric Gorscak）、派崔克·歐康納（Patrick M. O'Connor）、伊曼·厄達沃迪（Iman A. El-Dawoudi）、薩娜·厄薩伊德（Sanaa El-Sayed）、莎拉·塞柏（Sara Saber）、瑪穆德·寇拉（Mahmoud A. Kora）、約瑟夫·色提克（Joseph J. W. Sertich）、艾力克·塞佛特（Erik R. Seiffert）以及馬特·拉曼納（Matthew C. Lamanna）正式敘述、命名。屬名以曼蘇拉大學為名；種名紀念曼蘇拉大學古脊椎動物中心贊助者之一的莫納·沙辛（Mona Shahin）。
正模標本MUVP 200是在坎潘階（約7300萬年前）的庫塞爾組地層4×3公尺的表面上發現，是個帶有頭骨及下頜的部分骨骼，關節未連接，包含頭蓋骨碎片、腦殼下部分、下頜的齒骨、三個頸椎、兩個胸椎、八個肋骨、右肩胛骨、右鳥喙骨、成對的肱骨、一個橈骨、第三掌骨、三個蹠骨、以及部分皮內成骨；敘述者表示這屬於一個少年體，因為肩帶骨頭尚未癒合。一個尺骨（MUVP 201標本）在距離骨骼20公尺處發現，因為尺寸太大而沒被編入模式標本，且關聯性仍有待確認。

## 敘述
未完全成熟的正模標本個體身長約8到10公尺。體重可能有5噸，相當於非洲象。
敘述者指出數項自衍徵：每個齒骨有十顆牙齒；下頜前端兩個齒骨接觸位置形成「下巴」，等於前面高度的三分之一；齒骨內側的水平凹陷梅克連氏窩（fossa Meckeliana）大幅下開；前中部頸椎遠側有一個孔穿透；至少一個前中部頸椎的肋骨頭接觸面椎體突（parapophysis）與椎體水平長度相等；一些前部頸椎頸肋頭之間的骨質網由一個孔穿透；橈骨下端左右寬為前後寬的四倍。

## 分類
曼蘇拉龍位於泰坦巨龍類的進階位置，與羅韋科巨龍互成姊妹群。一個支序分類學分析顯示牠屬於一個主要由歐亞大陸蜥腳類構成的演化支，包含葡萄園龍、細長龍、納摩蓋吐龍、後凹尾龍、沼澤巨龍，牠們彼此年代差不多相近。關於白堊紀晚期非洲與歐洲蜥腳類之間的關聯性難以驗證，因為非洲的發現非常少。曼蘇拉龍是白堊紀晚期森諾曼階之後，非洲大陸（即馬達加斯加除外）所知最詳盡的泰坦巨龍類。牠的發現代表當時非洲大陸遠沒有之前認為的那麼孤立。曼蘇拉龍的祖先可能從歐洲遷徙到非洲。